# Stig (nome)
Stig  è un nome proprio di persona norvegese, svedese e danese maschile.

## Varianti
- Maschili: Stieg

## Origine e diffusione
Nome originariamente danese, si tratta della forma moderna del norreno Stígr; esso è tratto dal verbo stíga ("passeggiare", "vagare"), e il suo significato può essere interpretato come "sentiero".
È pronunciato stig in norvegese e svedese, e sti in danese.

## Persone

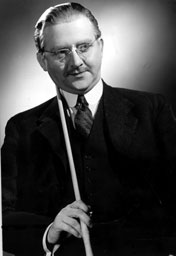
Stig Järrel

- Stig Anderson, imprenditore svedese
- Stig Inge Bjørnebye, calciatore e allenatore di calcio norvegese
- Stig Blomqvist, pilota di rally svedese
- Stig Claesson, scrittore svedese
- Stig Dagerman, giornalista e scrittore svedese
- Stig Järrel, attore, regista e artista svedese
- Stig Rästa, cantante e chitarrista estone
- Stig Strand, sciatore alpino svedese
- Stig Tøfting, calciatore danese

### Variante Stieg
- Stieg Larsson, scrittore e giornalista svedese